# Abinoam
Abinoam z Kedesz (z hebr. ojciec jest łaskawy powabny, mój ojciec jest wdziękiem) – postać biblijna ze Starego Testamentu. Pochodził z pokolenia Naftaliego. Był ojcem Baraka.